# رانتساو (پلون)
رانتساو (به آلمانی: Rantzau) یک شهر در آلمان است که در گروسر پلونر زه (آمت) واقع شده‌است. رانتساو ۳۲۰ نفر جمعیت دارد.